# Музей історії органів безпеки Вірменії
Музей історії органів безпеки Вірменії (вірм. Հայաստանի անվտանգության մարմինների պատմության թանգարան) — музей у Єревані, присвячений історії органів державної безпеки Вірменії.
За словами колишнього директора Служби національної безпеки Вірменії Горіка Акопяна, одним із головних завдань музею є «об'єктивна і неупереджена подача фактичної сторони процесів створення і діяльності органів безпеки Вірменії».

## Мета
Метою створення Музею є концентрація та систематизація документальних матеріалів, що свідчать про досягнення та ключові події в історії органів національної безпеки Вірменії, а також створення основи для їх подальшого більш глибокого вивчення на науковому рівні.

## Історія
Музей відкрито 15 вересня 2006 року за рішенням СНБ Вірменії напередодні 15-річчя незалежності Республіки Вірменія. В музеї проводяться урочисті церемонії присяги і вступу до лав органів національної безпеки Вірменії.

## Місцезнаходження
Музей розташований на другому поверсі адміністративної будівлі Служби національної безпеки Республіки Вірменія з боку перехрестя вулиць Налбандяна і Московян (на місці колишньої бібліотеки СНБ і прилеглих приміщень – загальною площею близько 80 м²).